# Macrostylis meteorae
Macrostylis meteorae là một loài chân đều trong họ Macrostylidae. Loài này được Brandt miêu tả khoa học năm 2004.